# Vaudrivillers
Vaudrivillers is een gemeente in het Franse departement Doubs (regio Bourgogne-Franche-Comté) en telt 80 inwoners (2009). De plaats maakt deel uit van het arrondissement Besançon.

## Geografie
De oppervlakte van Vaudrivillers bedraagt 3,7 km², de bevolkingsdichtheid is dus 21,6 inwoners per km².
De onderstaande kaart toont de ligging van Vaudrivillers met de belangrijkste infrastructuur en aangrenzende gemeenten.

## Demografie
Onderstaande figuur toont het verloop van het inwonertal (bron: INSEE-tellingen).